# Gian Andrea Biffi

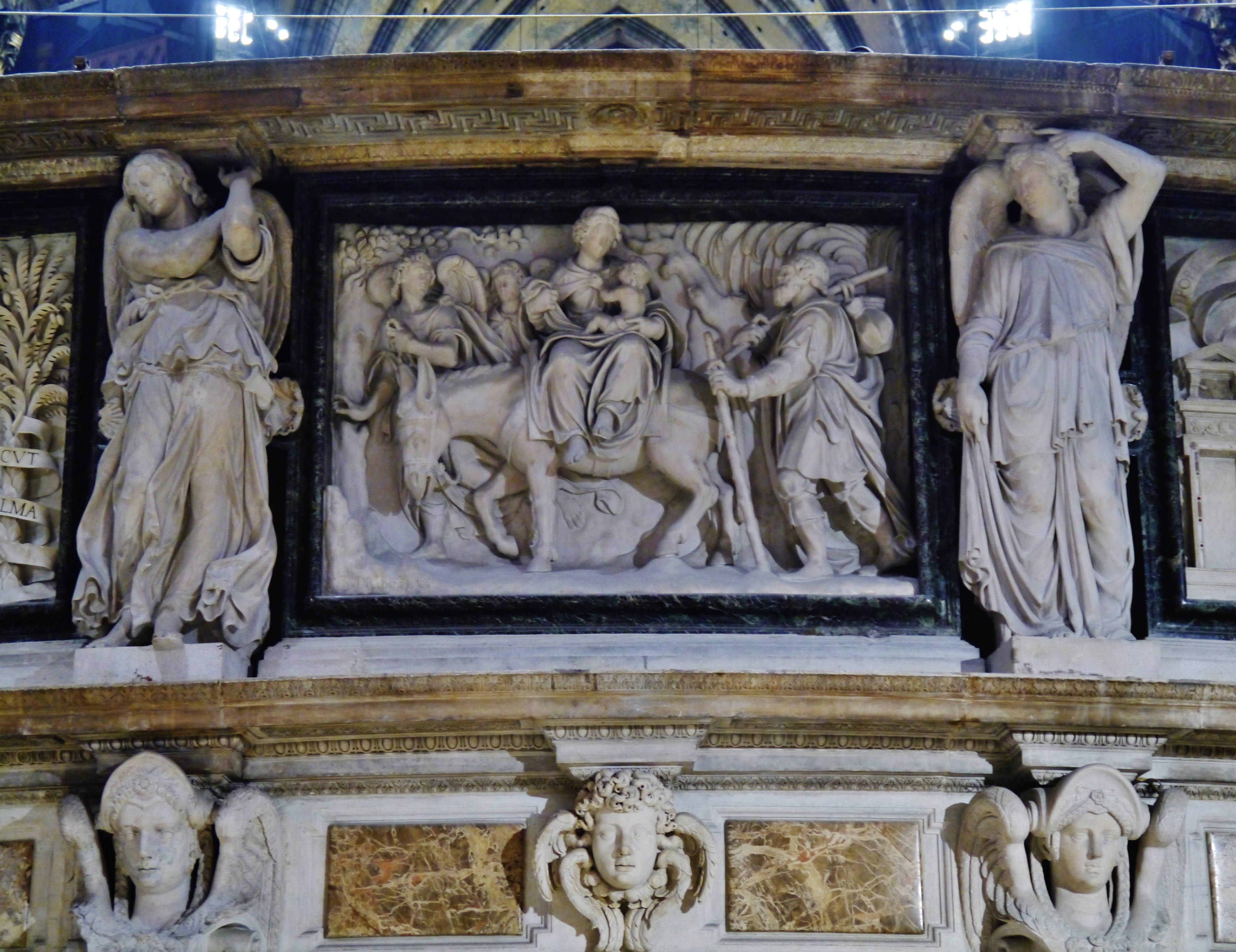
Fuga in Egitto, Milano, Cattedrale di Santa Maria Nascente

Gian Andrea Biffi o Gianandrea Biffi il Vecchio (1580/1581 – Milano, 1630/1631) è stato uno scultore italiano.

## Biografia
La sua formazione artistica fu completata grazie alla guida di Francesco Brambilla, ed il suo stile fu soprattutto influenzato dagli elementi manieristici-baroccheggianti di Tommaso Orsolino.
Condusse gran parte della sua esistenza nella città di Milano dove svolse un buon numero di lavori per conto della Fabbrica del Duomo, dal 1593 al 1629, ed ottenne direttamente dal cardinale Federico Borromeo l'incarico di insegnare e dirigere la divisione di scultura presente nella neo-Accademia Ambrosiana.
La sua attività più creativa, quindi, si rivelò quella relativa alle opere per il Duomo, dove realizzò innumerevoli disegni e bozzetti per sculture e ornati, varie statue e rilievi.
Ai suoi esordi realizzò il Senatore romano nel 1594, l'Abramo nel 1595, a cui seguirono l'anno successivo il David, il San Gioacchino e il Noè, su modelli del Brambilla.
Completò alcune opere incompiute dal Brambilla, a causa del suo decesso, come due Angeli in bronzo nel 1599.
Successivamente, in ordine cronologico, si ricordano il Giosuè (1605), Daniele, Mosè (1606), il manieristico Sant'Agapito del 1607, Tobia e l'Arcangelo (1608), le decorazioni per la cinta del coro iniziate nel 1612, comprendenti Episodi della vita della Vergine e completati da figure di Santi e Angeli (Presentazione della Vergine, Fuga in Egitto, Circoncisione, Disputa di Gesù fra i Dottori).
Inoltre Biffi realizzò un buon numero di statue esterne, come quella di Geremia, oltre che l'importante rilievo Ester e Assuero del 1629 che decora una delle porte del Duomo. Nella volta della cappella dell'Albero è presente il suo Padre Eterno. Infine nel tesoro del Duomo vi è inclusa la statua argentea raffigurante Sant'Ambrogio.
Oltre all'attività per la Fabbrica del Duomo, Biffi ha lasciato tracce di sé anche alla Certosa di Pavia con la statua dell'altar maggiore realizzata nel 1605, le decorazioni alla facciata di San Paolo alle Monache di Milano, la statua di Filippo II presente nel Palazzo dei Giureconsulti milanese.
Poco prima di morire si stava attivando per le opere richieste dal Borromeo da installare nell'Isola Bella, come testimonia il disegno di un arco fiancheggiato da statue conservato nel Museo di Varsavia.
Biffi morì intorno al 1630, presumibilmente a causa del contagio della peste.
Biffi oscillò tra due principali tendenze: quella tarda manieristica e quella purista. Prese spunti dal Cerano e dal Procaccini, con i quali ebbe l'opportunità di collaborare.